# Eptatretus bischoffii
Eptatretus bischoffii o anguila babosa es un mixino común del genus Eptatretus. Su longitud máxima es 55 centímetros. Vive en la zona demersal, en fondos fangosos y también entre las rocas en aguas superficiales, no es migratorio y su gama de profundidad es de 6 a 50 m. Puede sobrevivir solamente en zonas templadas. Se encuentra en el sur del Océano Pacífico, principalmente Chile, en las costas entre Caldera y Puerto Montt  (27°S y 42°S).  Es inofensivo para los humanos. 
El modo de reproducción en esta clase de organismo es externa, no presentando órganos copulatorios. Las gónadas de los mixinos están situadas en la cavidad peritoneal. El ovario se encuentra en la porción anterior de la gónada, y los testículos en la parte posterior. El animal deviene hembra si la parte craneal de las gónadas se desarrolla o macho si la parte caudal experimenta diferenciación. Si ninguna se desarrolla, entonces el animal es estéril. Si ambas partes anteriores y posteriores se desarrollan, entonces el animal deviene hermafrodita funcional. Aun así, el hermafroditismo caracterizado por necesidades funcionales debe ser aun validado por mayores estudios de reproducción.
Esta especie es capturada accidentalmente por redes de arrastre y trampas, siendo también recogida con ganchos por algunos pescadores.  La especie podría estar potencialmente amenazada por la actividad de pescadores, debido a su naturaleza poco carismática y su efecto en otra pesca (esta especie se come a otros peces en las redes), así como también por degradación de su hábitat.  Sin embargo, faltan datos acerca de su población y variaciones en la misma para ser clasificada dentro de algún rango de peligro dentro de las categorías de la IUCN.